# Colibri flavescent
Boissonneaua flavescens
Espèce
Répartition géographique
Statut de conservation UICN

 LC  : Préoccupation mineure
Statut CITES
Le Colibri flavescent (Boissonneaua flavescens) est une espèce d'oiseaux de la famille des Trochilidae.

## Description

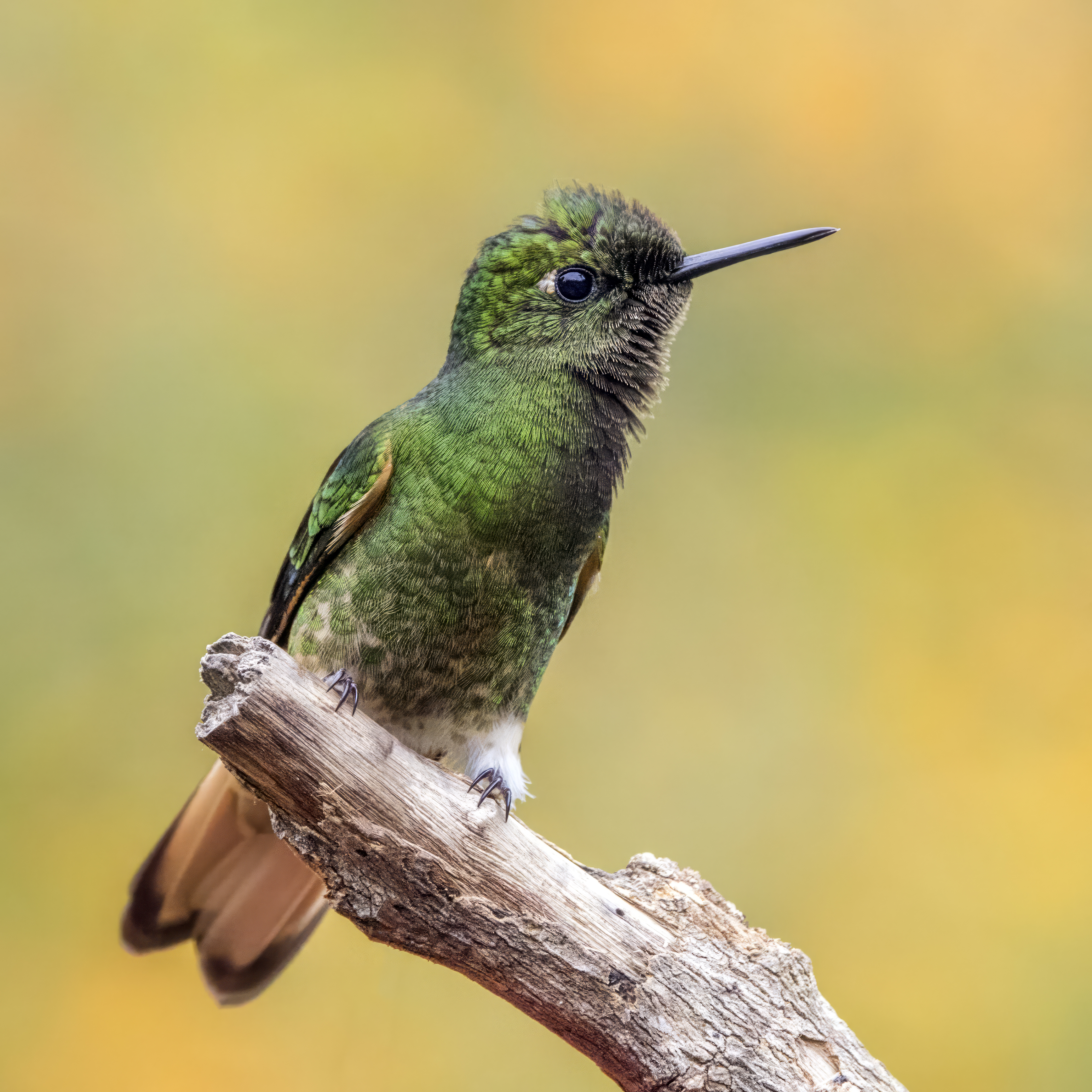
Un colibri flavescent vers Manizales, en Colombie. Aout 2023.
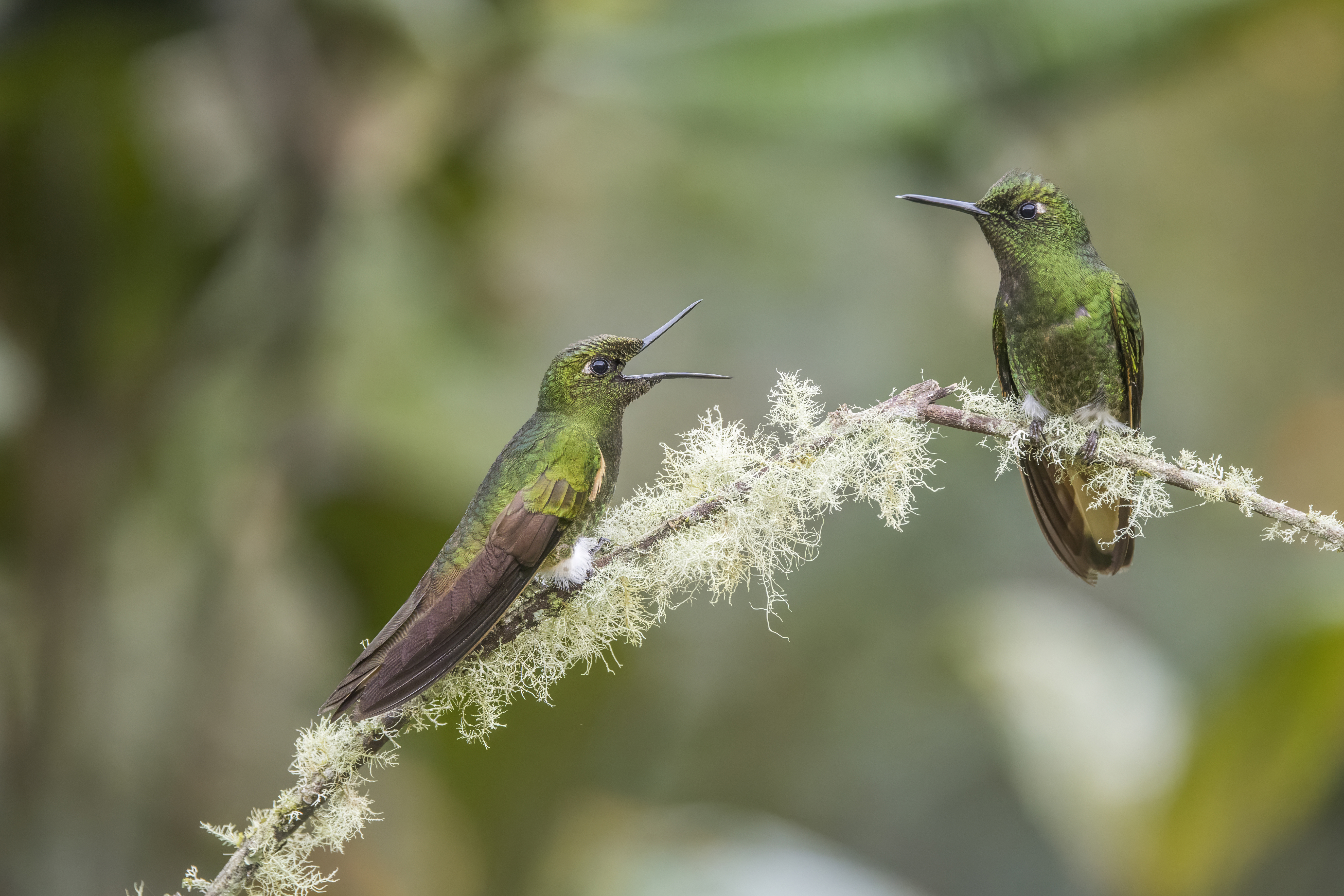
Une rencontre de deux colibris vers le même endroit. Aout 2023.
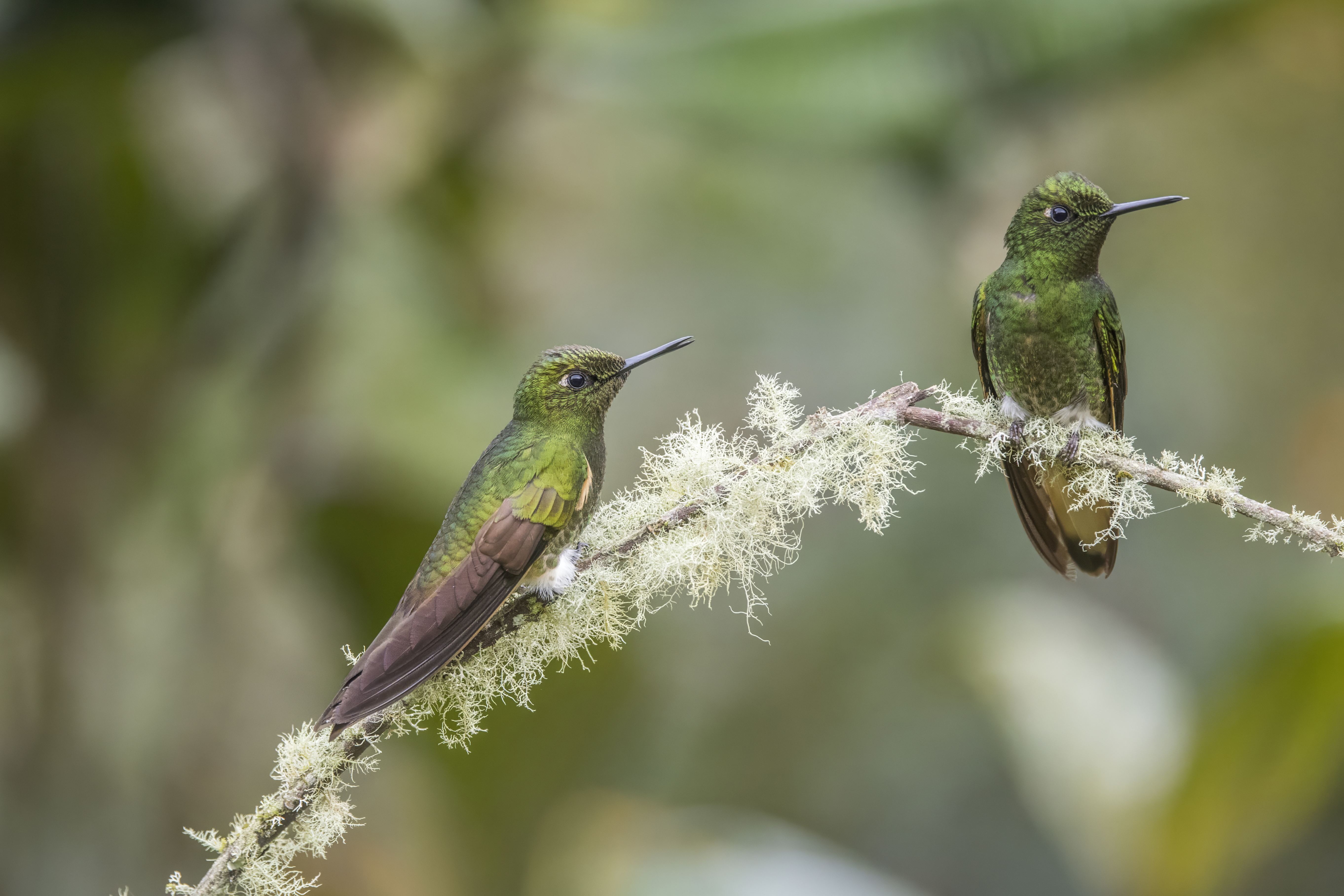
Mêmes colibris.

### Mensurations
Cet oiseau mesure 11,5 cm de longueur en moyenne, dont 1,5 cm de bec, pour une masse moyenne avoisinant 8 g.

### Plumage
Cet oiseau a pour couleur dominante un vert profond, iridescent. La tête est souvent plus scintillante que les autres parties du corps et le ventre est souvent mêlé de beige-roux. Le dessous des ailes est roux chamoisé. Les deux plumes centrales de la queue sont d’une couleur bronze, les autres sont roux chamoisé, aux extrémités plus sombres. Le bec est droit, de couleur noire.

## Habitat
Cette espèce habite les forêts tropicales et subtropicales humides de montagne. On la trouve aussi sur les sites d'anciennes forêts fortement dégradées.

## Sous-espèces
D'après Alan P. Peterson, cette espèce est constituée des deux sous-espèces suivantes :
- Boissonneaua flavescens flavescens (Loddiges, 1832) ;
- Boissonneaua flavescens tinochlora Oberholser, 1902.